# Ecbolium albiflorum
Ecbolium albiflorum är en akantusväxtart som beskrevs av K. Vollesen. Ecbolium albiflorum ingår i släktet Ecbolium och familjen akantusväxter. Inga underarter finns listade i Catalogue of Life.